# Sterrenwacht Limburg

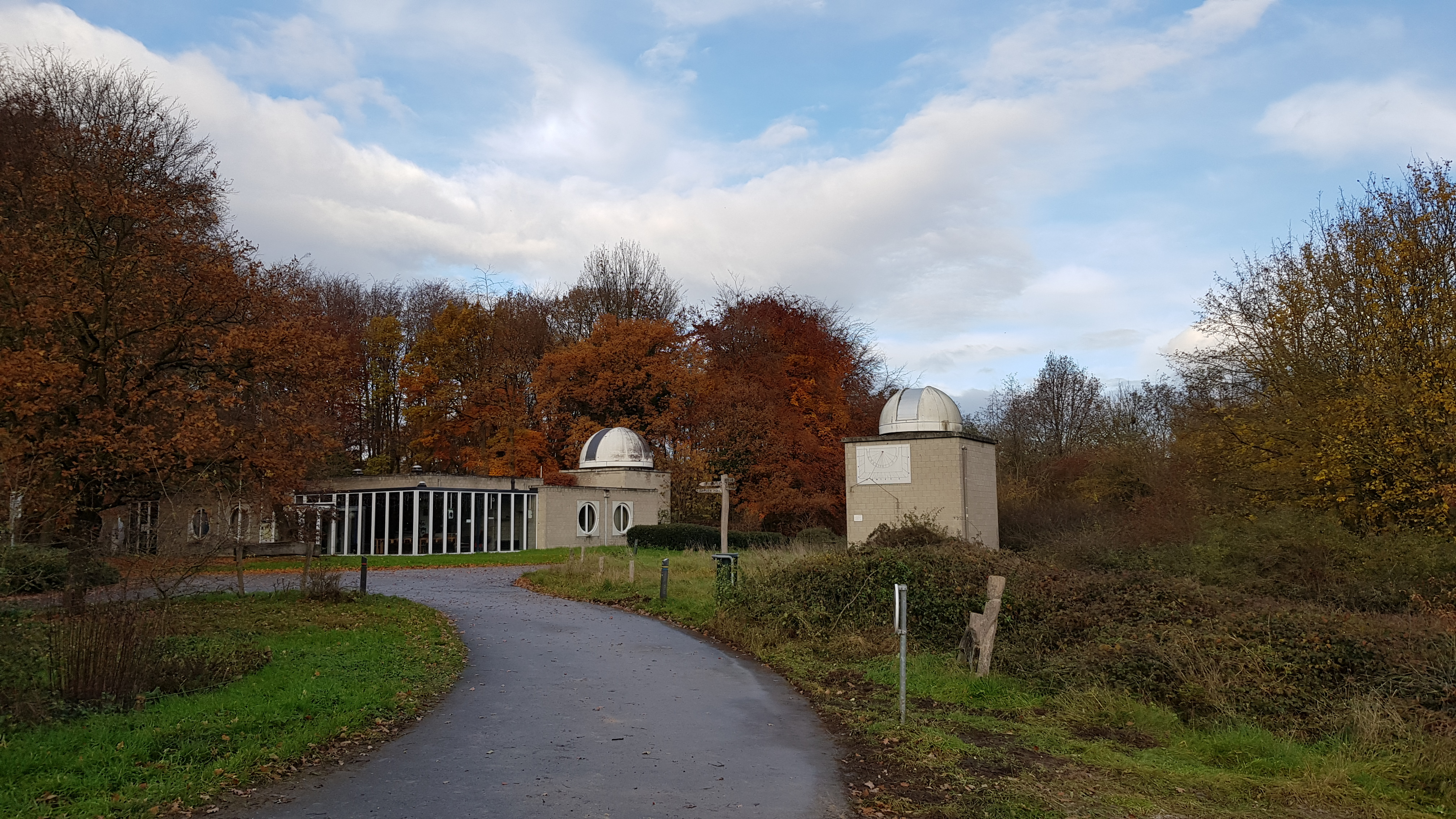
Sterrenwacht Limburg

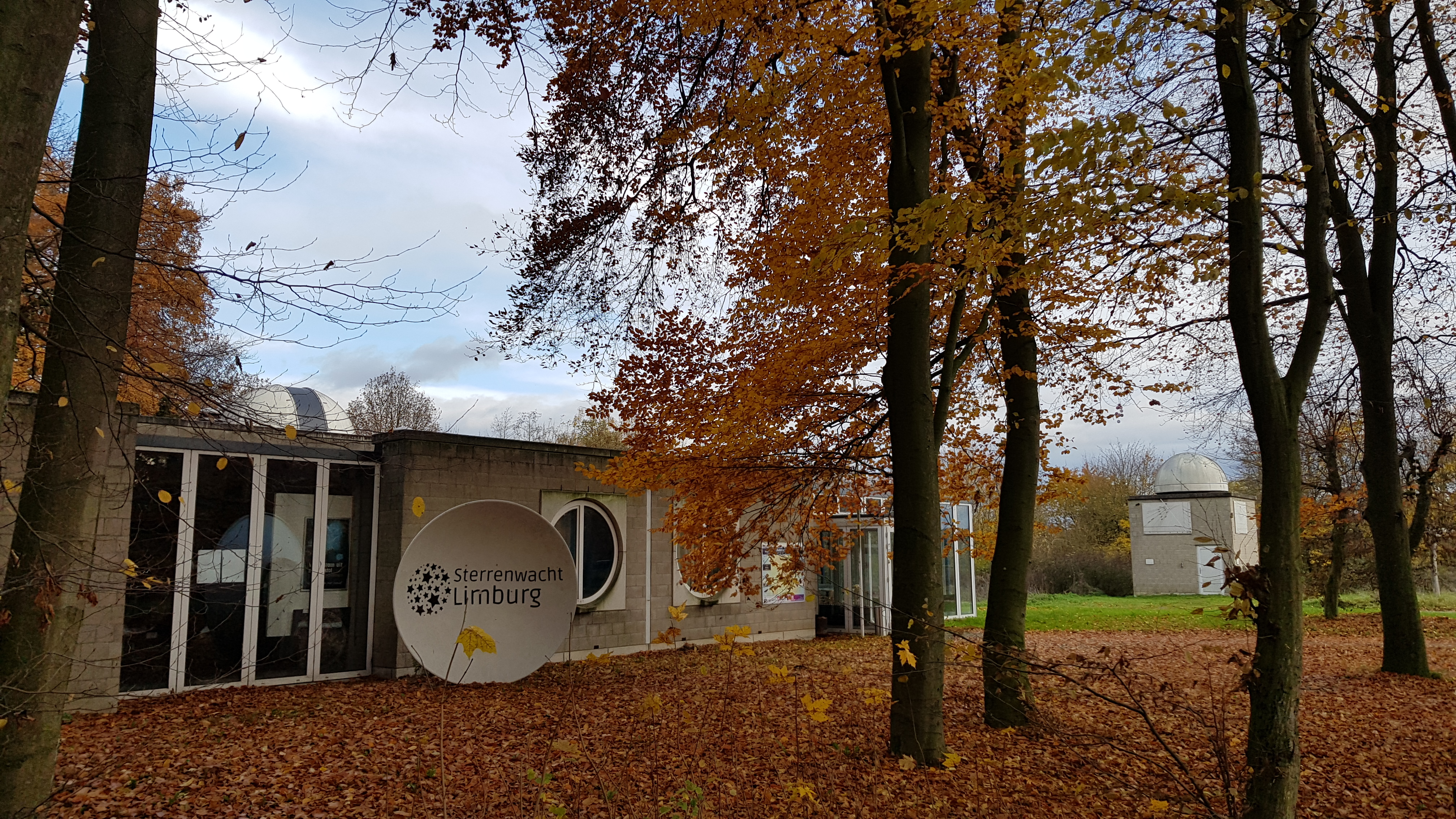
Sterrenwacht Limburg

De Sterrenwacht Limburg is de enige publiekssterrenwacht in Nederlands Limburg. De sterrenwacht ligt op de Brunssummerheide in de gemeente Heerlen.
Voor 2012 was hier een science center gevestigd, genaamd Explorion. De huidige sterrenwacht wordt geëxploiteerd door een vrijwilligersorganisatie en heeft als doel het publiek te informeren over sterrenkunde.
In de sterrenwacht zijn enkele bijzondere antieke telescopen te zien, zoals een Fauth en Fraunhofer lenzenkijker uit 1893. De sterrenwacht bezit eveneens een professionele Heliostaat (zonnekijker). Maar deze is nog niet operationeel.